# Johannes Moldenhawer
Johannes Moldenhawer, född den 14 juli 1829 i Köpenhamn, död där den 22 mars 1908, var en dansk blindpedagog. Han var sonson till Daniel Gotthilf Moldenhawer.
Moldenhawer ägnade sig först åt studiet av sinnesslöa, men kallades 1858 till föreståndare för statens blindinstitut i Köpenhamn, vilket han fullständigt omorganiserade och 1898 utvidgade med en förskola vid Kalundborg. År 1862 bildade han "Foreningen til at fremme blindes selvvirksomhed", i vilken han till sin död förblev den ledande kraften. Från föreståndarbefattningen fick han avsked 1905. För 
hela det nordiska blindväsendet har Moldenhawer haft stor betydelse dels genom att han tagit en ledande del i alla nordiska abnormsakskongresser 1872–1903, dels som en av grundläggarna och redaktörerna av "Nordisk Tidsskrift for Blinde-, Døvstumme- og Idiotskolen" (1872–84) och "Nyt Tidsskrift for Abnormvæsenet" (1899–1908). Institutet i Köpenhamn och Moldenhawers sätt att meddela hjälp åt vuxna blinda ansågs länge som mönstergilla. Hans uppsatser finns spridda i kongressförhandlingar och tidskrifter. Särskilt utgivna är bland annat Zweck und Aufgabe der Blindenanstalten (1858; svensk översättning med tillägg av Gustaf Åstrand samma år) och Det kongelige Blindeinstituts Historie (1905).